# Нури, Абдельхак
Абдельха́к Нури́ (нидерл. Abdelhak Nouri, род. 2 апреля 1997, Амстердам) — нидерландский и марокканский футболист, игравший на позиции полузащитника за амстердамский «Аякс».

## Клубная карьера
Абдельхак воспитывался в системе амстердамского «Аякса» с 2004 года. В 2015 году он был переведён в состав «Йонг Аякс», за который юниор в своём дебютном сезоне принял участие в семнадцати встречах и забил один гол. В следующем сезоне Абдельхак совмещал выступления за амстердамскую «молодёжку» с тренировками во взрослой команде. Его дебют за первую команду «Аякса» в чемпионате Нидерландов состоялся 29 октября 2016 года в матче против «Эксельсиора».
8 июля 2017 года в австрийском Инсбруке во время товарищеского матча с немецким «Вердером» Абдельхак потерял сознание на поле. Он был госпитализирован на вертолёте в местную больницу, где вечером того же дня был введён в состояние искусственной комы. 9 июля пресс-служба «Аякса» заявила, что причиной потери сознания футболиста стала сердечная аритмия и его жизни ничего не угрожает. 13 июля было объявлено, что у Нури диагностировано необратимое повреждение мозга. Исследования показали, что большая часть его мозга не функционирует и шансы на восстановление важнейших функций мозга равны нулю. В августе 2018 года он вышел из комы и его состояние начало постепенно улучшаться[Требуется проверить достоверность. Редакторам: подробности на странице обсуждения.]. В марте 2020 года его семья сообщила, что Абдельхак находится на лечении дома и подтвердила позитивную информацию о его прогрессе после выхода из комы.
21 февраля 2022 года «Аякс» объявил, что договорился с семьёй Нури о выплате компенсации в размере 7,8 млн евро.

## Карьера в сборной
Абдельхак представлял Нидерланды на юношеском уровне. В составе сборной до 19 лет он принимал участие на двух юношеских чемпионатах Европы.

## Личная жизнь
Старший брат Абдельхака, Мохаммед — футболист клуба «Венсхе Бойз».

## Статистика выступлений
| Клуб             | Сезон            | Чемпионат Нидерландов | Чемпионат Нидерландов | Кубок Нидерландов | Кубок Нидерландов | Лига чемпионов УЕФА | Лига чемпионов УЕФА | Итого | Итого |
| Клуб             | Сезон            | Игры                  | Голы                  | Игры              | Голы              | Игры                | Голы                | Игры  | Голы  |
| ---------------- | ---------------- | --------------------- | --------------------- | ----------------- | ----------------- | ------------------- | ------------------- | ----- | ----- |
| Аякс             | 2016/17          | 9                     | 0                     | 3                 | 1                 | 3                   | 0                   | 15    | 1     |
| Аякс             | Итого            | 9                     | 0                     | 3                 | 1                 | 3                   | 0                   | 15    | 1     |
| → Йонг Аякс      | 2014/15          | 2                     | 0                     |                   |                   |                     |                     | 2     | 0     |
| → Йонг Аякс      | 2015/16          | 17                    | 1                     |                   |                   |                     |                     | 17    | 1     |
| → Йонг Аякс      | 2016/17          | 26                    | 10                    |                   |                   |                     |                     | 26    | 10    |
| → Йонг Аякс      | Итого            | 45                    | 11                    |                   |                   |                     |                     | 45    | 11    |
| Всего за карьеру | Всего за карьеру | 54                    | 11                    | 3                 | 1                 | 3                   | 0                   | 60    | 12    |